# ヘンリー・シュガーのワンダフルな物語
『ヘンリー・シュガーのワンダフルな物語』（Roald Dahl's The Wonderful Story of Henry Sugar, または単にThe Wonderful Story of Henry Sugar）は、ロアルド・ダールの1977年の短編小説「奇才ヘンリー・シュガーの物語」を基にウェス・アンダーソン監督・脚本・製作した2023年のアメリカ合衆国のファンタジー短編映画である。アンダーソンによるダール作品の映画化は『ファンタスティック Mr.FOX』（2009年）以来2本目である。ベネディクト・カンバーバッチがタイトルキャラクターを演じ、レイフ・ファインズ、デーヴ・パテール、ベン・キングズレー、リチャード・アイオアディらが共演する。これはとある金持ちの男が特殊なヨーガの力を使って目を使わずに視認することができる行者の透視術を学び、ギャンブルでの不正に利用しようとする物語である。
この映画はダールの他の短編小説「白鳥」、「ねずみ捕りの男」、「毒」と並んで短編映画化した4作のうち1作目である。プロジェクトの企画は2022年1月に始まり、キャストの多くが契約した。主要撮影は同月にロンドンで行われた。当初は長編映画になると報じられていたが、2023年6月にアンダーソンが短編映画群の1作になると明かした。
『ヘンリー・シュガーのワンダフルな物語』は2023年9月1日に第80回ヴェネツィア国際映画祭でプレミア上映され、2023年9月20日に一部劇場で上映され、2023年9月27日にNetflixで配信開始された。他のダールの短編小説を原作とした短編映画『白鳥』が9月28日、『ねずみ捕りの男』が9月29日、『毒』が9月30日にNetflixで配信開始された。
第96回アカデミー賞短編実写映画賞を受賞した。

## プロット
ヘンリー・シュガーは相続した財産をギャンブルの資金源にしている独身男の仮名である。ある日彼はイムダット・カーンという目を使わずに見ることが出来ると主張した男の話をまとめた医者のノートを入手する。イムダッドがサーカス芸でそのより高度な技術を披露するのを見た医師は彼を取材し、その半生を知る。旅芸人に所属していた家出少年のイムダッドは自分の身体を浮遊させながら瞑想するヨガ行者を探し出した。やむなくヨガ行者から瞑想法を教わったイムダッドはその能力を得るのだったが、医者がさらに研究をしようとしたその直前の夜に亡くなった。
世界で最も愛する人の顔を思い浮かべながら目の高さでロウソクの炎を見つめるというイムダッドの瞑想を実践したヘンリーは3年の修行の末、トランプの裏を透かして額面を読み取ることに成功する。ヘンリーはその能力をカジノで発揮し、ブラックジャックで3万ポンドを稼ぐ。簡単に金を儲けたことに空しさを感じた彼は札束をバルコニーからロンドンの通りに投げ捨てる。危うく暴動を起こしそうになった彼は騒ぎを知って現れた警察官からより効果的な寄付の方法を見つけるように提案される。ヘンリーは世界中を旅することを決意し、さまざまな変装をしてカジノから金を勝ち取り、多くの病院や孤児院を設立して成功を収める。20年後、ヘンリーは肺塞栓で死ぬ。彼の相棒の会計士はヘンリー・シュガーという仮名でその物語を書くようにロアルド・ダールに依頼する。

## キャスト
※括弧内は日本語吹替。
- ヘンリー・シュガー / マックス・エンゲルマン - ベネディクト・カンバーバッチ（三上哲）
- ロアルド・ダール / 警察官 - レイフ・ファインズ（原康義）
- チャルテジー医師 / ジョン・ウィンストン - デーヴ・パテール（西健亮）
- イムダッド・カーン / ディーラー - ベン・キングズレー（佐々木勝彦）
- マーシャル医師 / ヨガ行者 - リチャード・アイオアディ（阪口周平）
- カジノのクルーピエ - デヴィッド・ガント（英語版）
- カジノの受付 / ヘンリー・シュガーの友人 - ジャーヴィス・コッカー

## 製作
2021年9月、Netflixはロアルド・ダール・ストーリー・カンパニーを6億8600万ドルで買収した。『ヘンリー・シュガーのワンダフルな物語』のプロジェクトはウェス・アンダーソンが脚本と監督を務め、Netflixが配信予定であると報じられた翌日の2022年1月7日に明らかにされた。またベネディクト・カンバーバッチがシュガー役を務め、レイフ・ファインズ、デーヴ・パテール、ベン・キングズレーが共演することが発表された。その後さらにルパート・フレンドとリチャード・アイオアディがキャストに加わった。
主要撮影は2022年1月にロンドンで始まった 。
『ヘンリー・シュガーのワンダフルな物語』は当初は長編映画であると報じられていたが、アンダーソンは2023年6月に短編映画群の1作になることを明かした。

## 公開
『ヘンリー・シュガーのワンダフルな物語』は2023年9月1日に第80回ヴェネツィア国際映画祭のコンペティション外でプレミア上映された。9月20日にはニューヨーク州とカリフォルニア州のみで限定上映された。当初は2023年10月13日に配信される予定であったが、前倒して9月27日にNetflixで配信された。

## 評価
レビュー収集サイトのRotten Tomatoesでは87件の批評に基づいて支持率は95%、平均点は8.4/10となり、「『ヘンリー・シュガーのワンダフルな物語』でウェス・アンダーソンはロアルド・ダールの世界に復帰し、彼の独特のスタイルが作者の最も優しい物語のひとつにぴったりであることを証明した」とまとめられた。Metacriticでは30件の批評に基づいて加重平均値は85/100と示された。
『バラエティ』誌のピーター・デブルージュはこの映画を「愉快なほどタイト」と評し、ダールの短編小説が「アンダーソンの複雑なアプローチによくマッチしている」と付け加えた。同様に『ハリウッド・リポーター』のレスリー・フェルペリンは「『ヘンリー・シュガーのワンダフルな物語』は完璧にバランスの取れた縮小版だ。アンダーソン監督の特徴的な風味のほとんどを備えているが、健康的で清澄なストックだ」と評した。インディーワイアのデヴィッド・エルリッヒはこの映画を「アンダーソンがこれまで製作した中でもっとも視覚的に独創的な映画」と評した上で、「その演出はアンダーソンであろうと他の誰であろうと、これまでに見たことのなものだが、そのエートスは彼の作品をこれまで追ってきた者にとってはこれ以上ないほど馴染み深いものだ」と述べた。
『RogerEbert.com』のグレン・ケニーはこの映画に4ツ星満点を与え、「アンダーソンの宝石箱のようなスタイルで描かれた精神的成長の寓話は魅力的で素敵だ。ここでの彼の語り口は意図的に奇をてらったものではなく、華麗に王道をなしている。形式は『ヘンリー・シュガー』の内容を最も楽しい方法で強調している」と評した。

### 授賞とノミネート
| 賞                                       | 発表日        | 部門           | 対象                                         | 結果       | 参照   |
| ---------------------------------------- | ------------- | -------------- | -------------------------------------------- | ---------- | ------ |
| ハリウッド・クリエイティブ・アライアンス | 2024年1月6日  | 短編映画賞     | 『ヘンリー・シュガーのワンダフルな物語』     | ノミネート | [ 22 ] |
| アカデミー賞                             | 2024年3月10日 | 短編実写映画賞 | ウェス・アンダーソン、スティーヴン・レイルズ | 受賞       | [ 7 ]  |